# Colemania
Colemania is een geslacht van rechtvleugeligen uit de familie Pyrgomorphidae. De wetenschappelijke naam van dit geslacht is voor het eerst geldig gepubliceerd in 1910 door Bolívar.

## Soorten
Het geslacht Colemania  is monotypisch en omvat slechts de volgende soort:
- Colemania sphenarioides (Bolívar, 1910)